# Nemanja Nešić
Nemanja Nešić (ur. 16 maja 1988 w Smederevie, zm. 6 czerwca 2012 tamże) – serbski wioślarz.

## Osiągnięcia
- Mistrzostwa Świata Juniorów – Brandenburg 2005 – czwórka bez sternika – 5. miejsce[3].
- Mistrzostwa Świata Juniorów – Amsterdam 2006 – czwórka podwójna – 11. miejsce[3].
- Mistrzostwa Świata U-23 – Glasgow 2007 – dwójka bez sternika wagi lekkiej – 5. miejsce[3].
- Mistrzostwa Świata U-23 – Račice 2009 – jedynka wagi lekkiej – 4. miejsce[3].
- Mistrzostwa Świata – Poznań 2009 – dwójka podwójna wagi lekkiej – 9. miejsce[3].
- Mistrzostwa Europy – Brześć 2009 – czwórka bez sternika wagi lekkiej – 3. miejsce[3].
- Mistrzostwa Europy – Montemor-o-Velho 2010 – czwórka bez sternika wagi lekkiej – 8. miejsce[3].